# Клатови (округ)
Клатови (чеськ. Okres Klatovy) — адміністративно-територіальна одиниця в Плзенському краї Чеської Республіки. Адміністративний центр — місто Клатови. Площа округу — 1 946 кв. км., населення становить 86 617 осіб.
До округу входить 94 муніципалітети, з котрих 15 — міста.